# Liste der brasilianischen Botschafter in Peru
Die brasilianische Botschaft befindet sich in der Avenida José Pardo 850 in Miraflores, Lima.
| Ernannt / Akkreditiert | Name                                        | Bemerkungen | ernannt von                          | akkreditiert bei               | Posten verlassen |
| ---------------------- | ------------------------------------------- | --- | ------------------------------------ | ------------------------------ | ---------------- |
| 1830                   | Miguel Maria Lisboa                         | | Peter I.                             | Antonio Gutiérrez de La Fuente |                  |
| 1908                   | Carlos de Rostaing Lisboa                   | Geschäftsträger | Afonso Augusto Moreira Pena          | Augusto B. Leguía y Salcedo    | 1910             |
| 1910                   | Raul Régis de Oliveira                      | Geschäftsträger | Hermes Rodrigues da Fonseca          | Augusto B. Leguía y Salcedo    | 1911             |
| 9. Okt. 1911           | Augusto Cochrane de Alencar                 | außerordentlicher Gesandter und Ministre plénipotentiaire | Hermes Rodrigues da Fonseca          | Augusto B. Leguía y Salcedo    | 16. Dez. 1918    |
| 1918                   | Jorge Oliveira Jobim                        | Geschäftsträger | Francisco de Paula Rodrigues Alves   | José Pardo y Barreda           | 1919             |
| 1919                   | Octavio Flaliho                             | Geschäftsträger | Epitácio da Silva Pessoa             | Augusto B. Leguía y Salcedo    | 1920             |
| 15. Mai 1920           | Sylvino Gurgel do Amaral                    | außerordentlicher Gesandter und Ministre plénipotentiaire | Epitácio da Silva Pessoa             | Augusto B. Leguía y Salcedo    | 20. Aug. 1922    |
| 1922                   | Pedro de Moraes Barros                      | Geschäftsträger | Artur da Silva Bernardes             | Augusto B. Leguía y Salcedo    | 1923             |
| 18. Jan. 1923          | Abelardo Roças                              | außerordentlicher Gesandter und Ministre plénipotentiaire | Artur da Silva Bernardes             | Augusto B. Leguía y Salcedo    | 6. Feb. 1924     |
| 1924                   | Pedro de Moraes Barros                      | Geschäftsträger | Artur da Silva Bernardes             | Augusto B. Leguía y Salcedo    | 1926             |
| 11. Okt. 1926          | Felix de Barros Cavalcanti de Lacerda       | außerordentlicher Gesandter und Ministre plénipotentiaire | Washington Luís Pereira de Sousa     | Augusto B. Leguía y Salcedo    | 8. Jan. 1930     |
| 1930                   | Vasco Trstâo da Cunha                       | Geschäftsträger | Getúlio Vargas                       | Manuel María Ponce Brousset    | 1931             |
| 1931                   | Sylvio Rangel de Castro                     | Geschäftsträger | Getúlio Vargas                       | Ricardo Leoncio Elías Arias    |                  |
| 9. Sep. 1931           | Alberto Jorge de Ipanema Moreira            | | Getúlio Vargas                       | Ricardo Leoncio Elías Arias    | 19. Nov. 1936    |
| 1936                   | Arau de Segaudas Machado Guimarâes          | Geschäftsträger | Getúlio Vargas                       | Oscar R. Benavides             | 1937             |
| 29. Apr. 1937          | José Tomax Nabuco de Gouvêa                 | | Getúlio Vargas                       | Oscar R. Benavides             | 26. Nov. 1937    |
| 1937                   | Edgar Rangel do Monte                       | Geschäftsträger | Getúlio Vargas                       | Oscar R. Benavides             | 1938             |
| 2. März 1938           | Lucilio Antônio da Cunha Bueno              | | Getúlio Vargas                       | Oscar R. Benavides             | 11. März 1938    |
| 1938                   | Edgar Rangel do Monte                       | Geschäftsträger | Getúlio Vargas                       | Oscar R. Benavides             |                  |
| 10. Juli 1936          | Luiz Avelino Gurgel do Amaral               | | Getúlio Vargas                       | Oscar R. Benavides             | 4. Juni 1940     |
| 1940                   | Luiz Leivas Bastian Pinto                   | Geschäftsträger | Getúlio Vargas                       | Manuel Prado y Ugarteche       | 1941             |
| 1941                   | Glauco Ferreira de Sousa                    | Geschäftsträger | Getúlio Vargas                       | Manuel Prado y Ugarteche       |                  |
| 18. Juli 1941          | Pedro de Moraes Barros                      | | Getúlio Vargas                       | Manuel Prado y Ugarteche       | 17. Feb. 1945    |
| 16. Feb. 1945          | Luiz Pereira Ferreira de Faro Junior        | | José Linhares                        | José Luis Bustamante y Rivero  | 27. Sep. 1951    |
| 1951                   | Waldemar de Araújo                          | Geschäftsträger | Getúlio Vargas                       | Zenón Noriega Agüero           | 1952             |
| 15. Jan. 1952          | Caio de Mello Franco                        | | Getúlio Vargas                       | Zenón Noriega Agüero           | 3. Okt. 1953     |
| 1953                   | Waldemar de Araújo                          | Geschäftsträger | Getúlio Vargas                       | Zenón Noriega Agüero           |                  |
| 30. Okt. 1953          | Edgar Bandeira Fraga de Castro              | | Getúlio Vargas                       | Zenón Noriega Agüero           | 29. Juni 1956    |
| 1956                   | Gustavo Barroso                             | Botschafter zur Einführung von Manuel Prado y Ugarteche in das Präsidentenamt. | Juscelino Kubitschek                 | Manuel Prado y Ugarteche       |                  |
| 1956                   | Antonio Carlos de Abreu e Silva             | Geschäftsträger | Juscelino Kubitschek                 | Manuel Prado y Ugarteche       |                  |
| 1956                   | Alberto Raposo Lopes                        | Geschäftsträger | Juscelino Kubitschek                 | Manuel Prado y Ugarteche       |                  |
| 17. Okt. 1956          | Orlando Leite Ribeiro                       | | Juscelino Kubitschek                 | Manuel Prado y Ugarteche       | 12. Juni 1962    |
| 1962                   | Guy Marie de Castro Brandâo                 | Geschäftsträger | João Goulart                         | Ricardo Pío Pérez Godoy        |                  |
| 12. Nov. 1962          | Raul Bopp                                   | | João Goulart                         | Ricardo Pío Pérez Godoy        | 4. Aug. 1963     |
| 1963                   | Fernando Ronald de Carvalho                 | Geschäftsträger | João Goulart                         | Nicolás Lindley López          |                  |
| 10. Okt. 1963          | Walder Lima Sermanho                        | | João Goulart                         | Nicolás Lindley López          | 18. Sep. 1966    |
| 1966                   | Sizinio Pontes Nogueira                     | Geschäftsträger | Humberto Castelo Branco              | Nicolás Lindley López          | 1967             |
| 23. Jan. 1967          | Joâo Augusto de Araujo Castro               | | Artur da Costa e Silva               | Nicolás Lindley López          | 30. Juni 1968    |
| 1968                   | Sizinio Pontes Nogueira                     | Geschäftsträger | Artur da Costa e Silva               | Juan Velasco Alvarado          |                  |
| 9. Nov. 1968           | Martim Francisco Lafayete de Andrade        | | Artur da Costa e Silva               | Juan Velasco Alvarado          | 8. Mai 1969      |
| 1969                   | Antônio Carios de Abreu Silva               | Geschäftsträger | Emílio Garrastazu Médici             | Juan Velasco Alvarado          |                  |
| 16. Okt. 1969          | George Álvares Maclei                       | | Emílio Garrastazu Médici             | Juan Velasco Alvarado          | 6. Nov. 1970     |
| 1970                   | Antônio Carlos de Abreu e Silva             | Geschäftsträger | Emílio Garrastazu Médici             | Juan Velasco Alvarado          | 1971             |
| 26. Jan. 1971          | Manoel Antônio de Pimentel Brandâo          | Geschäftsträger | Emílio Garrastazu Médici             | Juan Velasco Alvarado          | 14. Jan. 1975    |
| 15. Jan. 1975          | José Constâncio Austregésilo de Athayde     | Geschäftsträger (* 1936; † 28. Mai 2010) Journalist | Ernesto Geisel                       | Francisco Morales Bermúdez     | 19. Feb. 1975    |
| 20. Feb. 1975          | Carlos Santos Veras                         | Geschäftsträger | Ernesto Geisel                       | Francisco Morales Bermúdez     | 24. März 1975    |
| 25. März 1975          | Manoel Emilio Pereira Guilhon               | | Ernesto Geisel                       | Francisco Morales Bermúdez     | 13. Okt. 1975    |
| 14. Okt. 1975          | Júlio Gonçalves Sanchez                     | Geschäftsträger | Ernesto Geisel                       | Francisco Morales Bermúdez     | 19. Okt. 1975    |
| 20. Okt. 1975          | Manoel Emilio Pereira Guilhon               | | Ernesto Geisel                       | Francisco Morales Bermúdez     | 5. Dez. 1975     |
| 6. Dez. 1975           | Júlio Gonçalves Sanchez                     | Geschäftsträger | Ernesto Geisel                       | Francisco Morales Bermúdez     | 31. Dez. 1975    |
| 1976                   | Manuel Emilio Pereira Guilhon               | [ 2 ] | João Baptista de Oliveira Figueiredo | Fernando Belaúnde Terry        |                  |
| Nov. 1976              | José Osvaldo de Meira Penna                 | 14. März 1917 in Rio de Janeiro) | João Baptista de Oliveira Figueiredo | Fernando Belaúnde Terry        |                  |
| 25. Okt. 1982          | Vasco Mariz                                 | | João Baptista de Oliveira Figueiredo | Fernando Belaúnde Terry        | 1984             |
| 1990                   | Raul Fernando Belford Roxo Leite Ribeiro    | Sohn von Orlando Leite Ribeiro, 1960 Gesandtschaftsrat in London, 1966 bis 1969 Geschäftsträger in Kairo, 1975 Gesandtschaftsrat in Lissabon, 6. Dezember 1983; Botschafter in Algier, 1993 Botschafter in Caracas, | Fernando Collor de Mello             | Alberto Fujimori               | 1996             |
| 1998                   | José Viegas Filho                           | | Fernando Henrique Cardoso            | Alberto Fujimori               | 2001             |
| 2001                   | André Mattoso Maia Amado                    | André Amado, 2005 Botschafter in Tokio, Seit 19. Januar 2012 Botschafter in Brüssel. | Fernando Henrique Cardoso            | Alejandro Toledo               | 2004             |
| 2005                   | Luiz Augusto Saint-Brisson de Araújo Castro | | Luiz Inácio Lula da Silva            | Alejandro Toledo               | 2007             |
| 25. Nov. 2007          | Jorge D’Escragnolle Taunay Filho            | | Luiz Inácio Lula da Silva            | Alan García                    |                  |
| 22. Juli 2011          | Carlos Alfredo Lazary Teixeira              | | Dilma Rousseff                       | Ollanta Humala                 | 2016             |